# البای قاسم‌زاده
البای قاسم‌زاده (ترکی آذربایجانی: Elbay Qasımzadə؛ زادهٔ ۲۶ دسامبر ۱۹۴۸) معمار و رئیس اتحادیهٔ معماران جمهوری آذربایجان است.